# بدل‌آباد
بدل‌آباد، روستایی است از توابع بخش مرکزی شهرستان خوی استان آذربایجان غربی ایران.

## جمعیت
این روستا در دهستان دیزج قرار داشته و براساس سرشماری مرکز آمار ایران در سال ۱۳۹۵، جمعیت این روستا برابر با ۹٬۲۵۶ نفر (۲٬۵۸۱ خانوار) بوده‌است. 

## جغرافیا
هم‌اکنون به علت ایجاد کمربندی‌های متعدد شهری و گسترش شهرستان خوی این روستا به شهر متصل گردیده و زیر نظر شهرداری مرکزی خوی اداره می‌شود. این روستا از جنوب غرب با روستای پیر موسی از سمت شمال شرق به جاده مواصلاتی خوی حمزیان، از سمت جنوب به جاده خوی فیرورق و از سمت شرق با شهر به علت وسعت زیاد منتهی می‌گردد. بدل آباد جمعیتی بیش از ۷۰۰۰ نفر داشته، ۱۲۰۰ واحد خانه مسکونی داشته و مردم آن به شغل دامداری و کشاورزی و قالی بافی مشغول هستند. این روستا دارای باغ‌های بسیار سرسبز سیب و مزارع زیبای گل آفتابگردان است. زیارتگاه تاریخی علمدار خوی در منتهی‌الیه این روستا از اماکن زیارتی و بسیار جذاب و باستانی این روستا است. آب و هوای روستا به‌علت داشتن باغ‌ها و مزارع سرسبز بسیار مطلوب بوده و هوائی پاکیزه دارد.
از ورزش‌های محلی و سنتی رایج در این روستا می‌توان به کشتی سنتی و پهلوانی «آشیرما»، مهارت‌های اسب سواری، طناب کشی، هفت‌سنگ و «قئییش قویودی» اشاره کرد.